# القفراء (إب)

تعديل مصدري - تعديل

القفراء محلة تابعة لقرية دار عماري، التابعة لعزلة الحوج القبلي بمديرية إب إحدى مديريات محافظة إب في الجمهورية اليمنية.، بلغ تعداد سكانها 296 حسب تعداد اليمن لعام 2004.